# Witdekselkalkbekertje
Het witdekselkalkbekertje (Craterium minutum) is een slijmzwam behorend tot de familie Physaridae. Het leeft saprotroof op allerlei plantaardig afval.

## Kenmerken
Het vruchtlichaam lijkt op een wijnglas.  De buitenkant is geel tot bruin gekleurd. Het bekervormige deel van het vruchtlichaam wordt door een wit dekseltje afgedekt. Dit breekt langzaam open, waardoor de bruine inhoud zichtbaar wordt en de bovenkant er gespikkeld uit gaat zijn.

## Verspreiding
In Nederland komt het witdekselkalkbekertje vrij algemeen voor.